# Chancelaria do Reich
A Chancelaria do Reich (em alemão:  Reichskanzlei) foi o tradicional prédio em que residia o Chanceler da Alemanha (Reichskanzler). Hoje o prédio tem o nome de Kanzleramt (Escritório do Chanceler).